# Io non voglio
Io non voglio è un singolo del cantautore italiano Luca Carboni, pubblicato il 14 settembre 2018 come secondo estratto dal tredicesimo album in studio Sputnik.

## Il brano
Gli autori del brano sono Luca Carboni e Calcutta per il testo, Calcutta e Dardust per la musica.
La prima interpretazione dal vivo è quella del 23 settembre, quando il cantante bolognese si esibisce a Quelli che il calcio essendo ospite della trasmissione domenicale.

## Video musicale
Il videoclip è stato diretto da Matteo Bombarda & Davide Spina e girato a Bologna, all'interno di un autobus in movimento. Sul bus Luca Carboni e i suoi musicisti suonano e cantano in mezzo alla gente. L'autobus rappresenta il mondo esterno, che contiene tanti nostri simili, con i quali abbiamo in qualche modo a che fare anche se non li conosciamo bene. Persone con le quali non abbiamo un rapporto profondo, persone che non amiamo ma che proprio per questo spesso ci fanno vivere un rapporto libero, pacifico, sereno e anche sorprendentemente rispettoso e tollerante. Persone con le quali a volte entriamo addirittura in empatia.
Il 20 settembre 2018 viene reso disponibile sul canale YouTube del profilo Vevo dell'artista.

## Tracce
Testi di Luca Carboni e Calcutta, musiche di Calcutta e Dario Faini.
1. Io non voglio – 2:57

## Pubblicazioni
Io non voglio viene inserita nella raccolta Radio Italia Winter hits 2018 del 2018.

## Classifiche

### Classifiche settimanali
| Classifica (2018)         | Posizione massima |
| ------------------------- | ----------------- |
| Italia (airplay italiane) | 6                 |

### Classifiche di fine anno
| Classifica (2018)         | Posizione |
| ------------------------- | --------- |
| Italia (airplay)          | 81        |
| Italia (airplay italiane) | 37        |